# Фуджикава-Мару (6809)
Фуджикава-Мару (6809) (Fujikawa Maru) — судно, яке під час Другої світової війни брало участь в операціях японських збройних сил у Південно-Східній Азії, в архіпелазі Бісмарка та Мікронезії.

## Довоєнна служба
Фуджикава-Мару спорудили в 1938 році на верфі Mitsubishi Heavy Industries у Нагасакі на замовлення компанії Toyo Kaiun, яка використовувала його на лінії до Північної Америки. Пізніше судно передали в чартер компанії Mitsui Bussan, що залучила його для рейсів до Південної Америки та Індії.
9 грудня 1940-го судно реквізували для потреб Імперського флоту Японії. З 18 грудня 1940 по 20 січня 1941 Фуджикава-Мару пройшло певну модернізацію на корабельні Kawasaki Heavy Industries у Кобе, під час якої отримало дві 140-мм гармати часів російсько-японської війни.
Наприкінці березня 1941-го судно вийшло в рейс до узбережжя Центрального Китаю, а в травні — червні здійснило похід до підмандатних територій у Мікронезії, звідки повернулось 27 червня. При цьому з 2 червня по 5 липня воно виконувало функцію флагманського корабля 12-ї дивізії гідроавіаносців. У період з середини липня по першу декаду вересня Фуджикава-Мару здійснило рейс до південного Китаю, де відвідало Самах (на острові Хайнань) та Амой (наразі Сяоминь).

## Служба у Південно-Східній Азії
На момент вступу Японії у Другу світову війну судно знаходилось у Сайгоні (наразі Хошимін у В'єтнамі) та перебувало у розпорядженні 22-ї повітряної флотилії Імперського флоту.
23 грудня 1941-го Фуджикава-Мару вирушило з іншого в'єтнамського порту Кап-Сен-Жак (наразі Вунгтау) та 27 грудня прибуло до Кота-Бару на східному узбережжі півострова Малакка (можливо відзначити, що японці висадили десант на цей півострів вже у день нападу на Перл-Гарбор). На початку січня 1942-го судно повернулось до В'єтнаму у бухту Камрань.
Протягом наступних кількох місяців Фуджикава-Мару курсувало у водах Південно-Східної Азії, де відвідало (деякі не по одному разу) порти Кап-Сен-Жак, Кучінг (північно-західне узбережжя острова Борнео), Сайгон, Бангкок.

## Рейси до Рабаула
17 квітня — 1 травня 1942-го Фуджикава-Мару пройшло з Сайгону через Палау (важливий транспортний хаб на заході Каролінських островів) до атола Трук у центральній частині Каролінських островів (тут ще до війни створили потужну базу японського ВМФ, з якої до лютого 1944-го провадились операції у цілому ряді архіпелагів), а потім в якийсь момент перейшло до Рабаула (головна передова база в архіпелазі Бісмарка, з якої здійснювались операції на Соломонових островах та сході Нової Гвінеї). 30 травня — 6 червня Фуджікава-Мару здійснило рейс з Рабаула до японського порту Йокосука.
17—26 червня 1942-го судно пройшло з Йокосуки в Рабаул, а 6—14 липня здійснило зворотний перехід.
Упродовж наступних трьох місяців Фуджикава-Мару працювало в Японії, де відвідало (деякі не по одному разу) порти Аоморі, Майдзуру, Кусіро, Кісіарадзу, Йокосука.
28 жовтня 1942-го судно вирушило з Йокосуки, відвідало Тініан та Сайпан (Маріанські острови), а 22 листопада утретє прибуло в Рабаул (можливо відзначити, що на той час у цьому регіоні вже більше ніж три місяці йшла важка битва за острів Гуадалканал). 26 листопада — 5 грудня Фуджікава-Мару здійснило перехід до японської Токуями.

## Служба в Мікронезії
17 грудня 1942-го судно вирушило з Йокосуки до Океанії, проте на цей раз попрямувало на Маршаллові острова. 26 грудня Фуджикава-Мару прибуло на атол Кваджелейн, куди доправило винищувачі Mitsubishi A6M, а упродовж наступних кількох місяців здійснило численні рейси по архіпелагу із заходом на атоли Малоелап та Джалуїт. При цьому 25—26 січня і 17—18 лютого 1943-го судно побувало на острові Науру, що лежить південніше, а 6 та 15 лютого відвідало атол Тарава (острови Гілберта), де японці облаштовували гарно укріплену базу (в листопаді цього ж року за неї станеться важка триденна битва). 6 березня 1943-го Фуджикава-Мару вийшло з Кваджелейна та 15 числа прибуло до Токійської затоки.
До кінця березня 1943-го судно відвідало кілька японських портів, а 28 березня — 4 квітня здійснило перехід на острів Вейк. За кілька діб Фуджикава-Мару було вже на Маршаллових островах, де відвідало атоли Кваджелейн, Мілі, Джалуїт. 5—9 травня судно у складі конвою пройшло з Кваджелейну на Трук, а 14—20 травня разом з конвоєм № 4514 перейшло до Татеями.

## Новий рейс до Рабаула
7 червня 1943-го Фуджикава-Мару вирушило з Йокосуки в конвої № 3607. 10 червня в районі островів Огасавара підводний човен USS Flying Fish випустив три торпеди по Фуджікава-Мару, але не поцілив, а 15 червня судно вже було на Труці.
21—24 червня 1943-го судно пройшло далі на південь та утретє відвідало Рабаул. 4 липня Фуджикава-Мару вирушило у зворотній рейс на Трук як єдине судно конвою № 2031.

## Продовження служби у Мікронезії
17—21 липня 1943-го Фуджикава-Мару в конвої № 5172 пройшло з Труку на Кваджелейн. Після цього судно кілька місяців працювало на сході Мікронезії, де відвідало атоли Мілі, Джалуїт, Тарава (тут воно побувало 28—31 липня та 24—28 серпня).
11 вересня 1943-го Фуджиікава-Мару вийшло з Кваджелейну на Трук в конвої № 6113. 12 вересня в за дві з половиною сотні кілометрів від Кваджелейну американський підводний човен USS Permit поцілив судно торпедою. Фуджікава-Мару отримало пошкодження, проте 15 вересня змогло повернутись у вихідний пункт.
Станом на 4 грудня 1943-го Фуджикава-Мару все ще ремонтували на Кваджелейні, коли ця база стала ціллю для рейду авіаносного угруповання. Судно отримало додаткові пошкодження, проте не настільки серйозні, щоб завадити йому 24 грудня полишити атол з конвоєм № 6242 — втім, на буксирі в Мікаге-Мару №18. 31 грудня Фуджікава-Мару привели на Трук, де в його відновленні могло допомагати ремонтне судно «Акасі».
Є дані, що у січні 1944-го Фуджикава-Мару змогло знову узятись за виконання функцій авіатранспорту та станом на середину лютого провадило розвантаження на Труці 30 бомбардувальників Nakajima B6N Tenzan.
17 лютого 1944-го по Труку завдало удару американське авіаносне угруповання (операція «Хейлстоун»), яке змогло знищити у цьому рейді кілька бойових кораблів та близько трьох десятків інших суден. Літак, що піднявся або з USS Bunker Hill, або з USS Monterey, уразив торпедою центральну частину «Фуджикава-Мару». Судно почало осідати та у підсумку затонуло в районі з глибиною від 21 до 40 метрів. Втрат серед членів екіпажу не було.
Дайвери, що спускались до решток «Фуджикава-Мару», побачили в одному з трюмів чотири фюзеляжні секції винищувачів «Зеро».